# Andrea Mitri
Andrea Mitri (Saronno, 21 luglio 1958) è un ex calciatore italiano, di ruolo centrocampista.

## Carriera
Inizia la carriera professionistica nella Triestina in Serie C. Gioca tre anni in Serie B con Ternana, Monza e Cavese, con 79 presenze e 7 gol. Prosegue la carriera in Serie C con Pistoiese, Rondinella Firenze e Latina. Chiude nella stagione 1988-89 con il Tempio Pausania nel campionato di Serie C2.

### Dopo il ritiro
Diviene allenatore di settore giovanile nel 1996 con l' A.C. Siena per tre anni. Poi Fiorentina, Empoli e altre squadre toscane. Dal 1993 si occupa di teatro nel campo dell'improvvisazione teatrale e dal 2006 mette in scena il suo monologo sul calcio Fuorigioco di Rientro.

## Palmarès

### Giocatore

#### Competizioni internazionali
- Coppa Anglo-Italiana: 1

Triestina: 1980